# 930

## Události
- Na Islandu je založen Althing.
- Suzaku se stal 61. japonským císařem.

## Úmrtí
- 10. října – Tuto (biskup), devátý řezenský biskup

## Hlavy států
- České knížectví – Václav I. (Boleslav I. za předpokladu Václavova úmrtí 929)
- Papež –  Štěpán VII.
- Anglické království – Ethelstan
- Skotské království – Konstantin II. Skotský
- Východofranská říše – Jindřich I. Ptáčník
- Západofranská říše – Rudolf Burgundský
- Uherské království – Zoltán
- První bulharská říše – Petr I. Bulharský
- Byzanc – Konstantin VII. Porfyrogennetos